# Doktor Miroslav Tyrš (partyzánská jednotka)
Doktor Miroslav Tyrš byl sovětský organizátorský výsadek určený k vybudování partyzánské jednotky operující na území Československa. Oddíl byl 24. října 1944 letecky vysazen u Pelhřimova. Operačním územím skupiny měly být střední Čechy.
Vysazená patnáctičlenná skupina Doktor Miroslav Tyrš:
- velitel ppor. Ján Hudec do 25. října 1944 odloučen od jednotky. Od 27. listopadu člen partyzánské brigády Jan Nálepka
- velitel por. RA Ivan Andrejevič Labunskij od 25. října 1944
- politický komisař des.Matuš Viktor Ruttkay padl 27. října u Dobroměřic
- náčelník štábu Alexandr Saveljevič Korovin
- zástupce velitele pro zásobování rtn. Daniel Dibdiak padl 27. října u Dobroměřic
- velitel průzkumu Jozef Kahala
- zdravotník oddílu ppor. RA Rufina Nikolajevna Krasavinová padla 8. února 1945 na samotě u Koníkova
- zbylí členové
- čet. Ján Silný padl 7. května v Bystřici nad Pernštejnem
- Štefan Kanka
- Ignác Hazucha
- des. Slovák neznámého jména uváděno Jan Novák padl 27. října u Dobroměřic
- a dále příslušníci Rudé armády
- Viktor Alexejevič Osipov
- Matvej Fjodorovič Andrejev
- Vladimir Ivanovič Začupejko
- Michail Sergejevič Šijanov těžce zraněn 10. února 1945 nedaleko Veselí u Dalečína na následky zranění zemřel krátce po válce v SSSR

## Nasazení
Výsadek se na podzim přesunul na Českomoravskou vrchovinu. V prosinci 1944 se utvořil nový štáb a došlo k rozdělení operačních prostor s partyzánským organizátorským výsadkem, později partyzánskou brigádou Jermak. Jednotka Dr. Miroslav Tyrš působila v prostoru Nového Města na Moravě, na Boskovicku a Tišnovsku. Spolupracovala s dalšími partyzánskými organizacemi v oblasti, ať již orientovanými na východ nebo na západ, zvláště s Jermak, Partyzánská brigáda Mistr Jan Hus, Prokop Holý, Zarevo, Jan Kozina a Rada tří-Generál Svatoň. Koncem války se jednotka rozrostla z 30 členů (1. března 1945) na partyzánsknou brigádu o 130 (20. dubna) a později o 192 členech (5. května). V této síle se zapojila do květnového povstání na Bystřicku a Jimramovsku. 